# Primo Villa Michel

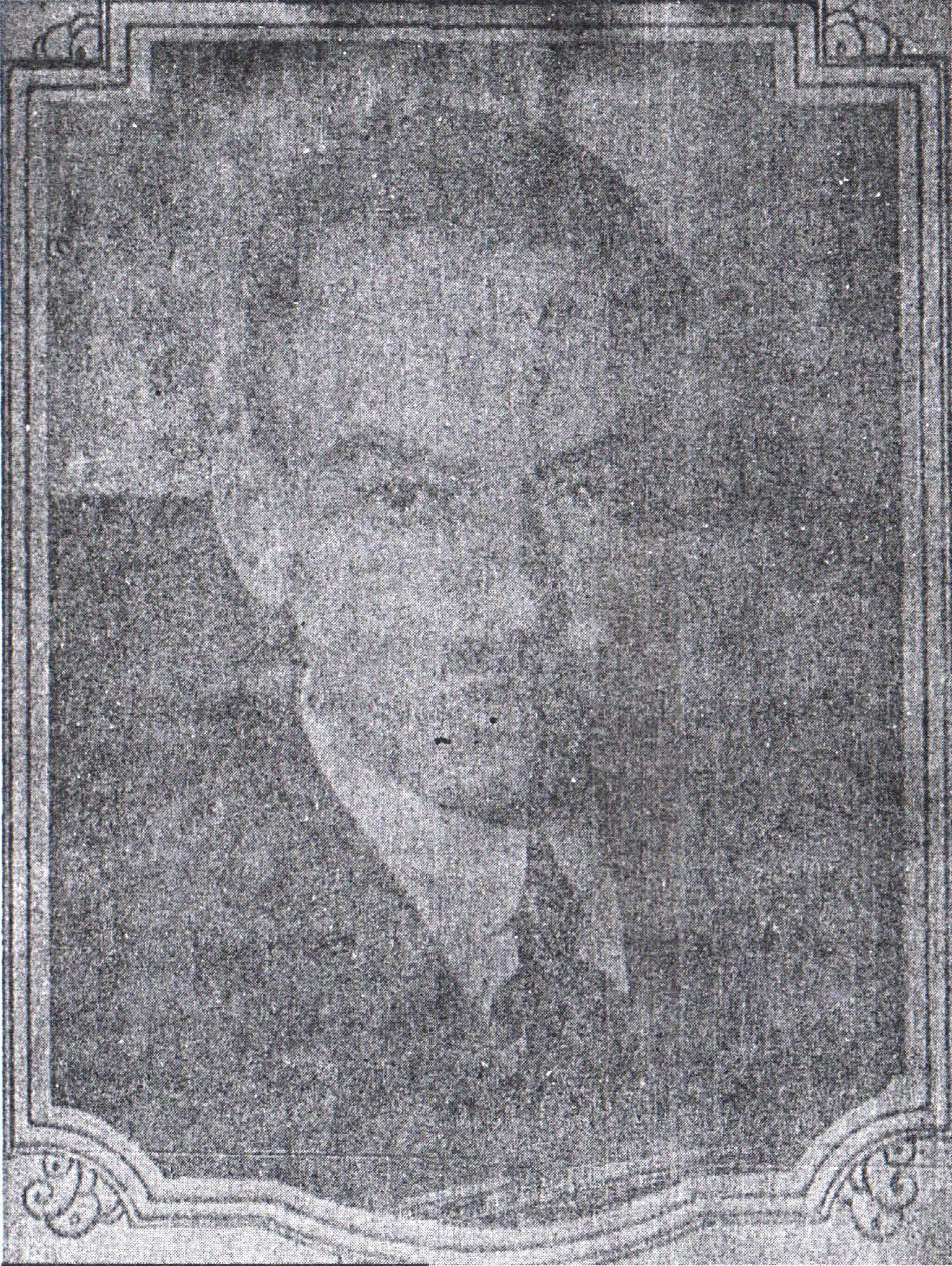
Primo Villa Michel

Primo Villa Michel (San Gabriel, 1893 - Mexico-Stad, 1970) was een Mexicaans jurist, politicus en diplomaat.
Villa studeerde recht en werd in 1927 benoemd tot gouverneur van het Federaal District. Onder president Abelardo L. Rodríguez (1932-1934) was hij minister van economie. Hij diende hij als ambassadeur in het Duitsland, Uruguay, Nederland, Japan, Oostenrijk, China, het Verenigd Koninkrijk en de Volkerenbond, waarbij in de laatste jaren voor de Tweede Wereldoorlog de migratie van Joden uit Duitsland naar Mexico mogelijk poogde te maken. In het laatste jaar van de regering van Manuel Ávila Camacho (1945-1946) minister van binnenlandse zaken, en was in die functie namens Mexico aanwezig bij de oprichting van de Verenigde Naties. Na 1947 was hij ambassadeur in Canada, Guatemala, België en de Europese Gemeenschap en werd hij voorzitter van Petróleos Mexicanos.
- Gemeinsame Normdatei: 106879996X
- Virtual International Authority File: 315523799
- WorldCat: E39PBJg8CW8Pttwd4XfFwcP4v3